# Sebrus absconditus
Sebrus absconditus är en fjärilsart som beskrevs av Bassi 1995. Sebrus absconditus ingår i släktet Sebrus och familjen Crambidae. Inga underarter finns listade i Catalogue of Life.